# Джон Говард (прем'єр-міністр Австралії)
Джон Вінстон Говард (англ. John Winston Howard; нар. 26 липня 1939 року) — 25-й Прем'єр-міністр Австралії з березня 1996 до грудня 2007.

## Біографія
Говард був членом Палати представників після федеральних виборів 1974 та 2007 років. Він обіймав посаду Міністра фінансів Австралії в Уряді Малколма Фрейзера з 1977 по 1983 рік. Говард очолював Ліберальну партію та був лідером опозиції з 1985 до 1989.
Говард привів коаліцію Ліберальної партії та Національної партії до перемоги на виборах 1996 року, взявши верх над Полом Кітінгом з його Лейбористською партією. Говарда було переобрано 1998, 2001 та 2004 років. Основними питаннями для Кабінетів Говарда стали нова податкова система, імміграція, війна в Іраку, а також політика відносно корінного населення. Коаліція програла федеральні вибори 2007 року лейбористам на чолі з Кевіном Раддом. Говард також втратив своє місце у Парламенті.
Джон Говард виступає за збереження монархічної системи управління (Австралія перебуває під володарюванням британського монарха).

## Ранні роки

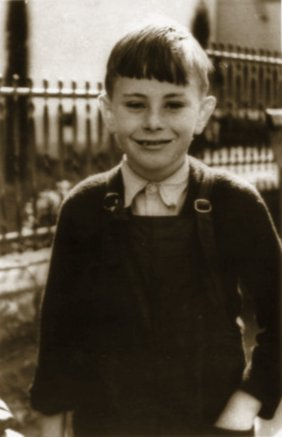
Джон Говард у дитинстві

Джон Говард — четвертий син Мони та Лайолла Говарда. Його батьки одружились 1925 року. Старший брат Стенлі народився у 1926 році, Волтер — у 1929 році, а Роберт — у 1936 році. Лайолл Говард був палким прихильником Черчілля.
Говард виріс у Сіднеї. Його мати була офісним працівником до одруження. Його батько й дід, Волтер Говард, були ветеранами Першої світової війни. Говард у підлітковому віці працював на заправній станції.
Лайолл Говард помер 1955 року, коли Джону було 16.
В молодості Говард страждав на порушення слуху, і продовжує носити слуховий апарат. Проте ця вада не вплинула на його успіхи у школі. Зрештою Говард здобув освіту і став адвокатом.
1971 Говард одружився з представницею Ліберальної партії Дженет Паркер, у шлюбі з якою у них народилось троє дітей: Мелані (1974), Тім (1977) та Річард (1980).

## Політична кар'єра
1957 року Говард вступив до Ліберальної партії Австралії. Він працював у Новому Південному Уельсі як керівник Молодих лібералів Австралії (1962—1964). Говард підтримує участь Австралії у В'єтнамській війні.
Під час федеральних виборів 1963 року Говард виступав керівником виборчого штабу ліберального політика Тома Г'юза.
1967 року за підтримки партії його було затверджено кандидатом на місцевих виборах, перемогу на яких здобули лейбористи. На виборах у лютому 1968 року Говарду не вдалось пройти до Парламенту, незважаючи на яскраву передвиборчу кампанію.
Після виборів 1974 року Говард став членом Палати представників за часів Гофа Вітлема на чолі лейбористського уряду.
Говард підтримував Малколма Фрейзера під час виборчих перегонів 1975 року. Коли останній переміг, Говарда було призначено на посаду Міністра внутрішніх справ, де він пропрацював до 1977 року.

### Міністр фінансів (1977—1983)
У грудні 1977 року, у віці 38 років, Говарда було призначено на посаду Міністра фінансів. За п'ять років перебування на цій посаді він став прихильником вільної ринкової економіки. Він висловлювався на підтримку податкової реформи, включаючи скасування централізованого формування заробітної платні та обов'язкової у часті у профспілкових рухах.
Фрейзер боявся втратити контроль над формуванням зарплатні 1982 року. Економічна криза на початку 1980-х привела Говарда до конфлікту з консервативною політикою Фрейзера. У свою чергу Фрейзер звинуватив Говарда у розростанні кризи. Останній пішов у відставку у липні 1982 року. 1982 року зарплатня зросла на 16 % по всій країні, наслідком чого стала інфляція; рівень безробіття виріс до рівня 12,5 %.
Уряд Фрейзера програв федеральні вибори 1983 року й до влади прийшла Лейбористська партія на чолі з Робертом Хоуком.

### Роки в опозиції (1983—1996)
5 вересня 1985 Говарда було обрано лідером партії, а, відповідно, й лідером опозиції.
Говард був першим в історії лідером лібералів, хто був прихильником ринкових відносин, він витратив наступні два роки на те, щоб перебудувати консервативну політику Ліберальної партії.
Погляди Говарда на соціальну сферу полягали у популяризації традиційної родини. Крім того Говард вважав, що Австралію має об'єднати «політика однієї нації» та виступав проти «мультикультуралізму». Однак політичні погляди Говарда привели до його відставки з посту лідера партії у 1989 році.
Оскільки економічне становище стрімко погіршувалось у 1989 році громадська думка була далекою від підтримки лейбористів, але й Говардові з коаліцією це не давало жодних дивідендів. У лютому президент Ліберальної партії, відомий бізнесмен Джон Елліотт, у конфіденційній бесіді сказав Ендрю Пікоку, що підтримає його у боротьбі за лідерство в партії проти Говарда. За місяць, за результатами голосування, Говарда було відправлено у відставку, а пост лідера партії зайняв Ендрю Пікок. Після поразки коаліції на виборах 1990 року Пікока також було замінено на посту лідера партії — його місце зайняв Джон Г'юсон. Говард був прихильником економічної програми останнього. Після поразки на виборах 1993 року Говард невдало спробував очолити партію. 1994 року він знову втратив нагоду зайняти місце лідера партії, програвши Олександру Доунеру.
Опитування, проведене у січні 1995 року показало, що з Доунером ліберали мають дуже слабкі шанси на перемогу у виборах. Тому незабаром Говард легко виграв «перегони лідерства», а Доунер пішов у відставку. Це відбулось 26 січня 1995. Зайнявши цей пост вдруге, Говард переглянув свої попередні заяви стосовно безкоштовної медицини та іммігрантів з Азії. Під час передвиборчої кампанії Говард висловив своє бачення Австралії у 2000 році: він бачив країну як унікальний перетин Європи, Північної Америки та Азії. Пояснювалось це просто: Австралія має європейське коріння, глибокі зв'язки з Північною Америкою, але географічно розташована у Азійсько-Тихоокеанському регіоні.

### Прем'єр-міністр

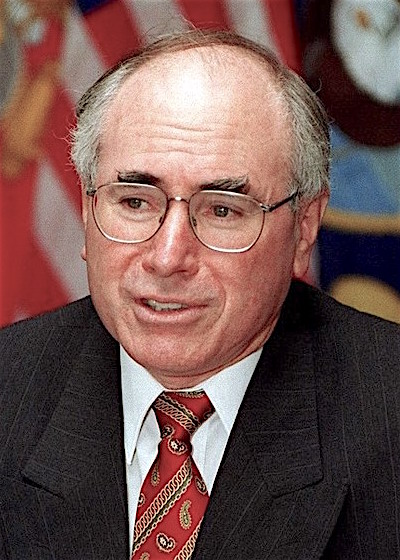
Джон Говард у США 1997 року

Консервативна коаліція перемогла на виборах 1996 року із значною перевагою. Це дало Говардові дуже широкі владні повноваження всередині партії. Він сказав, що прийшов до влади із чітким баченням майбутнього країни. Говард склав присягу як Прем'єр-міністр у віці 56 років 11 березня 1996 року, чим поклав край гегемонії лейбористів, що тривала 13 років.

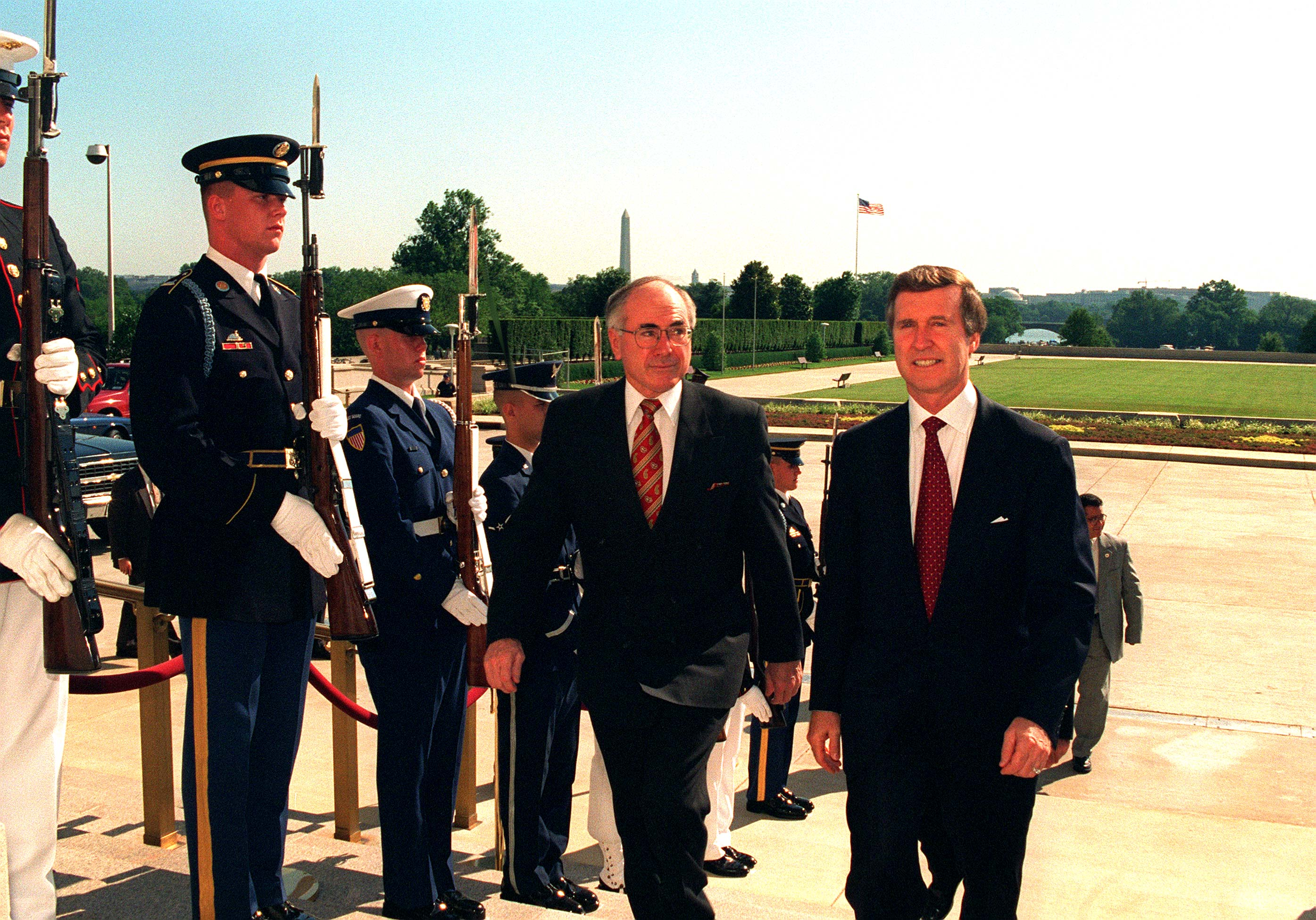
Джон Говард та Міністр оборони США Вільям Коен (1997)

Перші кроки, які зробив Говард на посту голови Уряду, були пов'язані з реформою податкової системи. Саме ця реформа призвела до значного зростання рейтингу лібералів та Джона Говарда зокрема.
Разом з тим, деякі кроки Говарда не мали популярності серед населення країни. Наприклад, виборці не підтримували зниження видатків бюджету, деякі законодавчі ініціативи стосовно відносин між працівником та роботодавцем, суперечку про берегову лінію Австралії, а також частковий продаж урядової телекомпанії «Telstra». У жовтні 1998 року Говард прийшов до свого другого терміну на головному посту країни. Але цього разу перемога коаліції була не такою впевненою.
1998 року Говард спонукав укладання Конституційної Угоди, яка визначила, що Австралія має стати республікою. Незважаючи на результати соціальних опитувань, на референдумі 1999 року запропоновану модель було відхилено.
У першій половині 2001 року почали підвищуватись ціни на бензин, зростав рівень інфляції та уповільнювались темпи зростання економіки. Все це вказувало на втрату влади лібералами того ж року. Тоді уряд був змушений скасувати або пом'якшити деякі програми. Таким чином, настрої виборців по відношенню до Говарда покращились, а економіка уникла кризи. Говард привів коаліцію до чергової перемоги на федеральних виборах 2001 року, при цьому перевагу було збільшено.

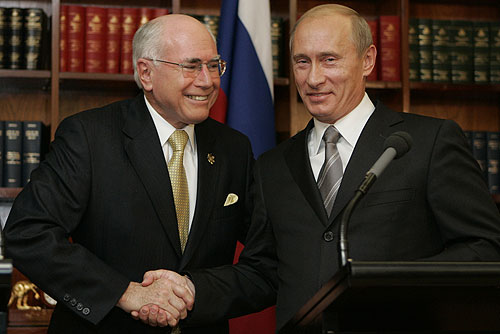
Говард разом з російським Президентом Володимиром Путіним під час зустрічі на найвищому рівні 2007 року

Початок третього терміну перебування Говарда на посту Прем'єра було відзначено трагічною подією. 11 вересня 2001 року Говард зустрічався з Президентом США Джорджем Бушем та перебував у Вашингтоні у день терактів. У відповідь Говард висловив підтримку США у боротьбі проти терористів. У жовтні він ухвалив рішення про відправлення австралійського контингенту до Афганістану. Це значно зблизило двох політиків. Джордж Буш казав, що «Говард — людина, що мислить серцем».
У березні 2003 року Австралія долучилась до Багатонаціональних сил в Іраку, направивши 2000 особового складу та підтримку з моря. Говард сказав, що вторгнення мало на меті «роззброєння Іраку … законне право, що належить до національних інтересів Австралії.» Пізніше він сказав, що рішення про введення військ до Іраку було найважчим за час перебування на посаді Прем'єр-міністра. У відповідь на участь країни у вторгненні до Іраку у багатьох містах Австралії пройшли акції протесту. Коли у світових ЗМІ з'явились повідомлення про те, що в Іраку немає зброї масового ураження, 70 % австралійців вважали, що Говард ввів їх в оману, хоча більшість була переконана, що зробив він це несвідомо.

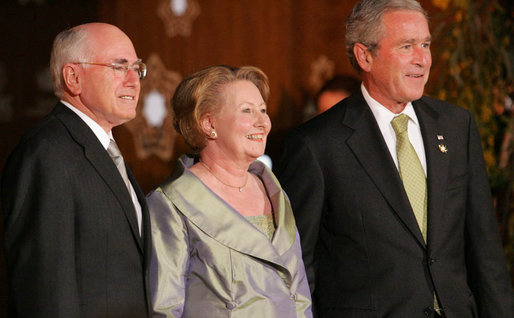
Джон Говард з дружиною та Джордж Буш у Сіднейській опері (2007)

Ліберали здобули чергову перемогу на виборах у жовтні 2004 року, тож Говард вчетверте поспіль очолив Уряд. Вперше з часів урядування Фрейзера Кабінет мав більшість у обох палатах Парламенту.
У квітні 2006 року Уряд оголосив, що цілком розрахувався із боргами у сумі $ 96 мільярдів, що дістався йому у спадок після приходу до влади 1996. Час урядування Говарда відзначено постійним зростанням економічних показників. Рівень безробіття впав з 8,1 % (1996) до 4,1 % (2007). Говард часто казав, що управління економікою є найсильнішим пунктом роботи Уряду. Ці слова підтверджували результати виборів, оскільки більшість електорату вважвла, що Уряд Говарда краще керуватиме економікою, ніж його опоненти.
У грудні 2006 року лідером Лейбористської партії став Кевін Радд, який швидко наздоганяв Говарда за рейтингом.

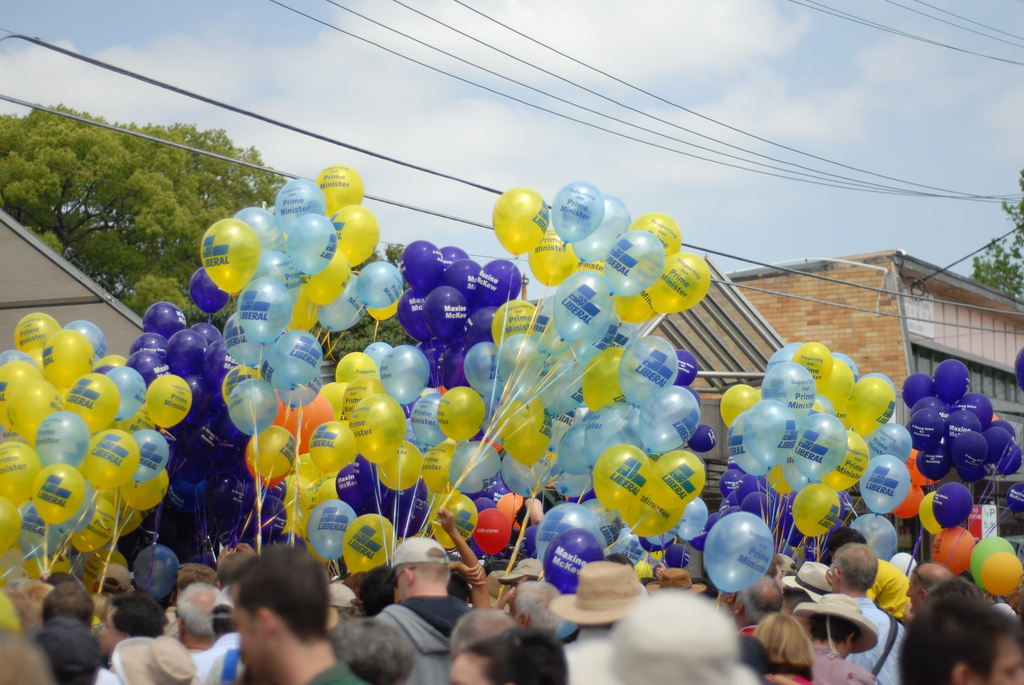
Агітаційні кулі під час виборчої кампанії 2007 року

За результатами федеральних виборів 2007 року ліберали зазнали поразки, а лейбористи на чолі з Раддом здобули перемогу із перевагою у 23 місця. Говард, окрім іншого, втратив й своє місце у Парламенті. Формально він лишався Прем'єр-міністром до моменту складання присяги Кевіном Раддом 3 грудня 2007 року.
Після поразки на виборах місце лідера партії виборов Брендон Нельсон

## Поза політикою
У січні 2008 Джон Говард вступив до так званого Вашингтонського спікерського бюро, до складу якого також входять Тоні Блер, Колін Пауелл, Мадлен Олбрайт та інші.
Федерації крикету Австралії та Нової Зеландії спільно висунули Говарда як кандидата на пост президента Міжнародної ради крикету. Однак, його призначення було відхилено під час засідання виконавчого комітету цієї організації у Сингапурі після того, як представники від шести країн повідомили про намір блокувати це призначення. У дійсний час Говард — голова Міжнародного союзу демократів.

## Цитати
- Іммігранти, що не мають австралійського громадянства, повинні адаптуватися в австралійському суспільстві, а не навпаки. Або їм тут не місце. Я вже втомився непокоїтися через те, щоб не дай бог ненароком не образити цих людей та їх культуру.[22]
- Після теракту на Балі націоналістичні настрої в Австралії посилилися. Наше суспільство — це 200 років конфліктів, завзятості і перемог мільйонів чоловіків і жінок у боротьбі за свободу. Наш офіційна мова — англійська. Не іспанська, не арабська, не китайська, не японська і ніяка інша. Хочете жити в нашому суспільстві — вчіть англійську.[22]
- Більшість австралійців вірять в християнського бога. Це не релігійна дискримінація, не вплив правих, не політичний тиск. Це факт. Чоловіки і жінки створювали цю націю на основі християнської віри. Це спосіб життя нашої країни, він прищеплюється дітям у школах. Якщо наш бог когось ображає, нехай їдуть в інше місце. Тут наша земля, наша країна. Якщо ви поділяєте наші цінності — ласкаво просимо. Якщо ви приїхали, щоб обурюватися, якщо вам не подобається наш прапор, якщо вам не подобається наша християнська віра, ви завжди можете скористатися базисним демократичним правом — правом виїхати звідси куди завгодно. Вам тут не подобається? До побачення. Ми вас сюди не кликали.[22]